# Oïda
|  | Per a l'òrgan auditiu vegeu orella. Per al funcionament fisiològic de l'oïda, vegeu Sistema auditiu. |

L'oïda és el sentit pel qual hom percep els sons. Aquesta percepció constitueix l'audició i té lloc mitjançant l'òrgan corresponent, l'orella. Alguns trastorns de la percepció del so són l'acufen, l'autofonia, la fonofòbia, la paracúsia, la presbiacúsia o la sordesa.

## Nomenclatura oïda/orella
A causa d'una interferència del castellà sobre el català hi ha catalanoparlants que confonen els significats dels mots oïda i orella, fent-los equivalents als espanyols "oído" i "oreja". En català oïda es refereix al sentit auditiu i orella a l'òrgan, a l'aparell auditiu, des de l'orella externa a la interna, passant per la mitjana.
També cal aclarir que les accepcions figurades del castellà oído(s) en català sempre es tradueixen per Orella o Orelles. Ex : A oídos = A cau d'orella

## Llindar d'audició
Els llindars d'audició considerats estàndard corresponen a intensitats de 0 dB (20 microPa) el d'audició i a 140 dB (200 Pa) el de dolor, per a una freqüència de 1.000 Hz. El llindar de molèstia se situa cap als 120 dB.
El rang de freqüències audibles es considera de 20 Hz a 20.000 Hz, i al llarg de tot aquest espectre varia la sensació d'intensitat (la sonoritat); sensació que es mostra amb les corbes isofòniques. La unitat de sonoritat és el fon. El llindar s'explora, clínicament, amb l'audiometria.

## Alguns fenòmens psicoacústics
- Discriminació de freqüències: En sons de freqüències properes, si un d'ells té molta més intensitat emmascara l'altre (això s'anomena precisament posterior comparació de fase i nivell entre ambdós senyals).

Tenim més desenvolupat el sentit horitzontal que el vertical d'audició.
- Efecte Haas: No es diferencien sons separats en el temps per menys de 40-50 ms (en aquest cas el primer so que es produeix és el que es percep, i el segon s'entén com a part d'aquest). A partir de 50 ms ja es processen com sons separats.

## Pèrdua d'oïda
Hi ha diversos tipus de pèrdua auditiva: pèrdua auditiva conductiva, pèrdua auditiva neurosensorial i de tipus mixt.
Hi ha graus de pèrdua auditiva definits:
- Pèrdua auditiva lleu: les persones amb pèrdua auditiva lleu tenen dificultats per mantenir les converses, especialment en entorns sorollosos. Els sons més silenciosos que poden escoltar se situen entre 25 i 40 dB.

- Pèrdua auditiva moderada: les persones amb pèrdua auditiva moderada tenen dificultats per mantenir les converses quan no utilitzen un audiòfon. De mitjana, els sons més silenciosos que escolten oscil·len entre 40 i 70 dB .

- Pèrdua auditiva severa: les persones amb pèrdua auditiva greu depenen d’un audífon potent. No obstant això, sovint confien en la lectura de llavis fins i tot quan utilitzen audiòfons. Els sons més silenciosos que escolten es troben entre 70 i 95 dB.

- Pèrdua auditiva profunda: les persones amb pèrdua auditiva profunda no tenen consciència sonora i depenen principalment de la lectura dels llavis i del llenguatge de signes. Els sons més silenciosos que escolten superen els 95 dB.

### Causes
- Herència
- Condicions congènites
- Presbiacúsia
- Adquirides
  - Pèrdua auditiva induïda pel soroll
  - Fàrmacs i productes químics ototòxics
  - Infecció